# Tadas Kijanskas
Tadas Kijanskas (* 6. září 1985 Vilnius, Litevská sovětská socialistická republika, SSSR) je litevský fotbalový obránce a reprezentant, od léta 2016 hráč klubu FC Zbrojovka Brno. Hraje na postu stopera (středního obránce).
S týmem FBK Kaunas vyhrál nejvyšší litevskou fotbalovou ligu (2006) i litevský fotbalový pohár (2005).

## Klubová kariéra
- FK Kareda Kaunas 2001–2004
- FBK Kaunas 2005
- FK Šilutė 2005
- FBK Kaunas 2006
- FK Šilutė 2007
- FK Vėtra 2007–2009
- FK Sūduva Marijampolė 2010
- Jagiellonia Białystok 2010–2011
- Korona Kielce 2011–2013
- Hapoel Haifa FC 2013–2016
- FC Zbrojovka Brno 2016–[2]

## Reprezentační kariéra
Kijanskas nastupoval za litevskou reprezentaci U19.
V A-mužstvu litevské reprezentace debutoval 10. 10. 2009 v přátelském utkání v Innsbrucku proti domácí reprezentaci Rakouska (prohra 1:2).